# Macario Santiago Kastner
Carl Macario Santiago Kastner (Londres, 15 de outubro de 1908 — Lisboa, 12 de maio de 1992) foi um musicólogo, instrumentista, professor e crítico musical inglês, mais conhecido pelo seu trabalho de investigação em Música Antiga e, em particular, na Musicologia ibérica.

## Biografia
Influenciado pelo contexto familiar, constituído por músicos e fabricantes de instrumentos, estudou Música em Londres, Amesterdão, Leipzig e Berlim com alguns dos maiores mestres da altura, como Hans Belz, Günther Ramin, Friedrich Högner e Hans Prüfe.
Em 1929 estabelece-se em Barcelona onde, sob influência de Higino Anglés, nasce o seu interesse pelo estudo da Música Antiga e da Musicologia ibérica.
Em 1934 radica-se em Portugal, onde integra a Comissão de Musicologia da Fundação Calouste Gulbenkian, a convite da instituição, e realiza os primeiros trabalhos de catalogação de arquivos musicais em Portugal. Desempenhou funções como professor no Conservatório Nacional de Lisboa e produziu uma vasta obra bibliográfica na temática da Musicologia. Foi professor de Manuel Morais (n. 1943), Joaquim Simões da Hora (1941-1996), Manuel Carlos de Brito (n. 1945), Gerhard Doderer (n. 1944), Cremilde Rosado Fernandes (n. 1940), Rui Vieira Nery (n. 1957), e Constança Capdeville (1937-1992).
Encontra-se colaboração da sua autoria na revista luso-brasileira Atlântico.

## Obra (Selecionada)
- Música Hispânica: O estilo do Padre Manuel R. Coelho e a interpretação da música hispânica para tecla desde 1450 até 1650, Lisboa: Editorial Ática, 1936.
- Contribución al estúdio de la música española y portuguesa, Lisboa: Editorial Ática, 1941.
- Federico Mompou, Madrid: Consejo Superior de Investigaciones Cientificas, 1947.
- Carlos Seixas, Coimbra: Coimbra Editora, 1947.
- Antonio und Hernando de Cabezón: Eine Chronik dargestellt am Leben zweier Generationen von Organisten, Tutzing: Hans Schneider, 1977.
- Três Compositores Lusitanos para Instrumentos de Tecla/Drei Lusitanische Komponisten für Tasteninstrumente: António Carreira, Rodrigues Coelho, Pedro de Araújo, Lisboa: Fundação Calouste Gulbenkian, 1979.
- The Interpretation of 16th- and 17th-Century Iberian Keyboard Music, translated from the Spanish by Bernard Brauchli, Monographs in Musicology N.º 4, Stuyvesant, NY: Pendragon Press, 1987.
- Antonio y Hernando de Cabezón, Spanish translation and foreword by Antonio Baciero, Burgos: Editorial Dossoles, 2000.

## Artigos (Selecionados)
- "Tres libros desconocidos com música orgânica en las Bibliotecas de Oporto y Braga", Anuário Musical, vol. I, Barcelona, CSIC, 1946, pp. 143–151.
- "Los manuscritos musicales n.º 48 y 242 de la Biblioteca General de la Universidad de Coimbra", Anuário Musical, Barcelona, CSIC, Vol. V, 1950,  pp. 78–96.
- “Orígenes y evolución del tiento para instrumentos de tecla”, Anuário Musical, Barcelona, CSIC, Vol. XXVIII, 1973, pp. 11–86.
- "Interpretación de la música hispana para tecla de los siglos XVI y XVII", Anuario Musical, vol. XXVIII–XXIX, Barcelona, CSIC, 1976, pp. 87–154.

## Edições Musicais com Estudo Introdutório (Seleção)
- Facultad Orgánica, Francisco Correa de Arauxo, Barcelona: Instituto Español de Musicología, CSIC, vol. I e vol. II, 1948 e 1952.
- Flores de Música de P. Manuel Rodrigues Coelho, Portugaliae Musica, volumes I e II, Lisboa, Fundação Calouste Gulbenkian, 1959 e 1961.
- 80 Sonatas para Tecla, Carlos Seixas, Portugaliae Musica, vol. X. Lisboa: Fundação Calouste Gulbenkian, 1965.
- Antologia de Organistas do Séc. XVI, Portugaliae Musica, Vol. XIX, Lisboa, Fundação Calouste Gulbenkian, 1969.

## Partituras (Seleção)
- Cravistas Portugueses, Mainz: B. Schott’s Söhne, vol. I e vol. II, 1935 e 1950.
- P. Manuel Rodrigues Coelho: 5 Tentos, Mainz: Schott’s Söhne, 1936.
- António de Cabezón: Claviermusik, Mainz: Schott’s Söhne, 1951.
- Silva Iberica, Mainz: Schott’s Söhne, vol. I e vol. II, 1954 e 1965.
- P. Manuel Rodrigues Coelho: 4 Susanas, Mainz: Schott’s Söhne, 1955.
- P. António Soler: 2 x 2 Sonatas, Mainz: Schott’s Söhne, 1956.
- António de Cabezón: Tientos und Fugen aus den Obras, Mainz: Schott’s Söhne, 1958.
- Otto Tentos del Cinquecento di Autori Portoghesi e Spagnoli per Strumenti a Tastiera, Milano: Suvini Zerboni, 1970.
- P. António Soler: 6 Conciertos de dos Órganos Obrigados, 2 vols., Mainz: Schott’s Söhne, 1972.
- Kompositionen fur Tasteninstrumente: Antonio de Cabezón und Zeitgenossen; Antonio de Cabezón y Contemporáneos: Composiciones para Instrumentos de Tecla, Musikverlag Wilhelm Zimmermann, 1973.
- Pedro de Araújo: Cinco peças para instrumentos de tecla, Lisboa: Valentim de Carvalho, 1978.

## Homenagens
- Membro da Academia de Belas Artes de Madrid desde 1965[1]
- Doutoramento Honoris Causa pela Universidade de Coimbra (1984)[1]
- Comenda da Ordem Militar de Sant'Iago da Espada (13 de setembro de 1984)[1][7]
- Medalha de Mérito Cultural[1]
- Grã-Cruz da Ordem do Infante D. Henrique (10 de junho de 1992; a título póstumo).[1][2][7]